# Mózg w naczyniu

Mózg w naczyniu wierzy, że płynie kajakiem.

Mózg w naczyniu (ang. brain in a vat, mózg w pojemniku, mózg w kadzi) – filozoficzny eksperyment myślowy pomyślany jako nowoczesna forma sceptycyzmu. Oryginalne określenie brain in a vat pochodzi od filozofa Hilary'ego Putnama z dzieła Reason, Truth and History z 1981 roku. Polega on na zamknięciu mózgu w naczyniu i podłączeniu go do aparatury stymulującej odbieranie bodźców. Aparatura ta (lub naukowiec za jej pośrednictwem) generuje doskonale spójne złudzenie istnienia osób, przedmiotów codziennego doświadczenia itd. (faktycznie jednak wszystkie doznania są następstwem impulsów elektrycznych wysyłanych przez komputer). Można pójść dalej i założyć, że wszyscy ludzie (albo i wszystkie organizmy zmysłowe) są mózgami (lub układami nerwowymi) w naczyniach, podłączonymi do systemu generującego zbiorową halucynację (nadzorujący naukowiec nie jest konieczny – cały kosmos mógłby składać się z maszyn).

## Sformułowanie
Pomysł mózgu w naczyniu pojawił się w kontekście filozoficznej dyskusji dotyczącej sceptycyzmu. Został sformułowany pierwszy raz przez myśliciela Hilary'ego Putnama.
Putnam prosi swego czytelnika o wyobrażenie sobie następującej sytuacji. Bohater historii poddany został operacji, w wyniku której jego mózg został wyodrębniony z ciała, a następnie umieszczony w pomieszczeniu zapewniającym mu przetrwanie i funkcjonowanie. Co więcej, aferentne zakończenia nerwowe dostarczające mózgowi informacji o otaczającym świecie za pomocą przesyłanych informacji nerwowych podpięte zostają pod skomplikowaną aparaturę. Symuluje ona świat otaczający niegdyś rzeczonego człowieka. Przesyła do mózgu informacje w taki sposób, że mózgowi wydaje się (a więc poddanemu zabiegowi człowiekowi wydaje się), że żyje jak wcześniej. Na podstawie fałszywych informacji tworzonych przez aparat człowiek sądzi, że dalej prowadzi normalne życie, przyjmuje posiłki i płyny, jak to robił przed operacją. Nie wie i nie może stwierdzić, że w rzeczywistości jest mózgiem w naczyniu. Może nawet nie znajdować się na Ziemi, ale na obcym ciele niebieskim.
Bohater ten nie mógłby w żaden sposób dowiedzieć się, że jest mózgiem w naczyniu – sądziłby, że prowadzi normalne życie. W efekcie dochodzi się do wniosku, że każdy człowiek może być mózgiem w naczyniu. Nie może tego w żaden sposób wykluczyć. Każdy może więc powiedzieć: nie wiem, czy nie jestem czasem mózgiem w naczyniu (1). Zdanie to staje w sprzeczności z pewnymi powszechnie przyjmowanymi jako prawdziwe zdaniami, np. wiem, że mam ręce (2). Mózg w naczyniu nie ma rąk. Jeśli więc ktoś nie wie, czy nie jest mózgiem w naczyniu, jak może wiedzieć, że ma ręce? I odwrotnie, skoro mózg w naczyniu nie ma rąk i nie może wiedzieć, że ma ręce, to jeśli ktoś wie, że ma ręce, to jak może być mózgiem w naczyniu?
Osoba wyznająca pogląd sceptyczny ze zdania (1) w połączeniu z przesłanką jeśli ktoś wie, że ma ręce, to jest mózgiem w naczyniu (3) wywnioskuje, stosując modus tollendo tollens, z braku wiedzy, czy się jest mózgiem w naczyniu, brak wiedzy, że ma się ręce. Przeciwnik sceptycyzmu przyjmie za pierwszą przesłankę (2) i w połączeniu z (3) za pomocą modus ponendo ponens wydedukuje, że wie, że nie jest mózgiem w naczyniu. Obaj rozumowania swoje przeprowadzą jak najbardziej prawidłowo. Dojdą do sprzecznych wniosków. Powstaje w ten sposób paradoks sceptycyzmu.

## Krytyka
Podejmowano różne próby rozwiązania problemu. Jedną z nich podjął sam Putnam. Wykorzystał eksternalistyczną koncepcję znaczenia. Chodzi o to, że znaczenie słów nie jest funkcją jedynie intencji wypowiadającego je mówcy, ale zależy również od warunków zewnętrznych, od kontekstu czy, inaczej rzecz ujmując, od kauzalnej więzi użytkownika słów i świata zewnętrznego. Putnam rozważa, czy przedstawiony przez niego pogląd o mózgu w słoju ma takowe odniesienie. Bez odniesienia nic nie znaczy. Odniesienie takie, jeśli istnieje, ma wymagać kauzalnej relacji ze światem, a w relacji takiej uwięziony w naczyniu mózg ewidentnie nie jest. Słowa wypowiadane przez mózg w naczyniu nie odnosiłyby się do świata zewnętrznego tak samo jak słowa zewnętrznego obserwatora. Odnosiłyby się raczej do impulsów dostarczanych mu przez aparat. Myśliciel dochodzi do wniosku, że z tego powodu pomyślane przez mózg w naczyniu zdanie jestem mózgiem w naczyniu byłoby fałszywe.
Istnieją również inne sposoby wyjaśnienia rodzącego się paradoksu. DeRose proponował wyjaśnienie kontekstualistyczne, zwracając uwagę na zależność standardów wiedzy od kontekstu. W zwyczajnej, codziennej rozmowie odwołuje się do wiedzy w sensie potocznym. W takim sensie każdy zdrowy człowiek może powiedzieć: wiem, że mam ręce. W dyskusjach filozoficznych poruszających rozpatrywaną tematykę występuje jednak zupełnie inny standard wiedzy. Informacja spełniająca standardy wiedzy w sensie potocznym może nie spełniać wyśrubowanych standardów typowych dla dyskusji epistemologicznych. Jeśli zaś ktoś używa słowa wiedza w obydwu znaczeniach w jednej wypowiedzi, popełnia błąd ekwiwokacji. Kontekstualizm inferencyjny wykorzystał tu również Williams, który wyróżnia wiedzę – odpowiednio do wspomnianych wyżej dwu kontekstów – klasyczną i fallibilistyczną. W odróżnieniu do wiedzy klasycznej, nieobalalnej, pewnej, w tym drugim znaczeniu wiedza nie jest pewna czy dana raz na zawsze. Co więcej, wiedza nie zawsze musi domagać się uzasadnienia, istnieją tzw. przekonania domyślne. Williams postuluje więc sytuacje, w których to osoba wątpiąca powinna przejąć onus probandi.